# Palazzo del Convitto
Il Palazzo del Convitto, anche noto come Palazzo del Liceo o Palazzo della Biblioteca, talvolta citato come Palazzo delle Corporazioni o Palazzo dell'Economia, è un complesso monumentale dell'Aquila.
Fu edificato nel XIX secolo in sostituzione della chiesa e convento di San Francesco a Palazzo, per volere della provincia dell'Aquila, ed è stato, nella sua storia, sede del convitto nazionale e liceo ginnasio Domenico Cotugno, della biblioteca provinciale Salvatore Tommasi, della Camera di Commercio dell'Aquila nonché della Provincia dell'Aquila.
Costituisce la porzione occidentale dei Quattro cantoni ed è quindi situato all'incrocio tra il corso Principe Umberto e il corso Vittorio Emanuele, disponendo di un ulteriore affaccio su piazza del Palazzo.

## Storia
(Alessandro Clementi)

### La preesistenza francescana e l'istituzione del Real Liceo
Dal periodo immediatamente successivo alla fondazione dell'Aquila sino all'Ottocento, l'isolato urbano compreso tra piazza del Palazzo e il corso Vittorio Emanuele fu appannaggio dell'ordine francescano che qui innalzò la chiesa di San Francesco a Palazzo con annesso convento; quest'ultimo divenne particolarmente noto tra il XIV e il XV secolo quando ospitò grandi personalità religiose e umanistiche dell'epoca, quali Giacomo della Marca e, soprattutto, Bernardino da Siena che vi soggiornò fino alla morte, avvenuta il 20 maggio 1444.
Le vicende storiche che portarono all'edificazione del Palazzo del Convitto sono assai complesse e hanno origine già nel 1816 con l'istituzione del Collegio reale dei Tre Abruzzi,  la cui sede fu stabilita proprio all'interno del complesso francescano, rimasto inutilizzato a causa dell'avvenuta soppressione degli ordini religiosi.
Alla metà del XIX secolo, il prosciugamento del lago Fucino e l'unità d'Italia modificarono lo schema geopolitico abruzzese e L'Aquila si trovò improvvisamente in posizione marginale rispetto ai principali assi viari e commerciali dell'Italia centrale. Questa situazione spinse il sindaco Fabio Cannella a chiedere alcune rassicurazioni al governo centrale, tra cui la stabilizzazione del Real Liceo e la sua trasformazione in università statale.
Dopo un acceso confronto, il liceo aquilano — insieme agli altri regi licei meridionali di Bari, Catanzaro e Salerno — divenne scuola universitaria, condizione in cui rimase fino alla riforma Gentile del 1923. Come auspicato dal Cannella, il numero di allievi del collegio seguì un progressivo incremento che rese necessario, nel 1876, dapprima la costruzione di nuove camerate e quindi l'edificazione di una nuova ala nello spazio degli orti conventuali. Nello stesso periodo, la chiesa di San Francesco a Palazzo fu sconsacrata e la sua proprietà passò alla Provincia dell'Aquila che, inizialmente, prevedeva di realizzarci il museo civico.

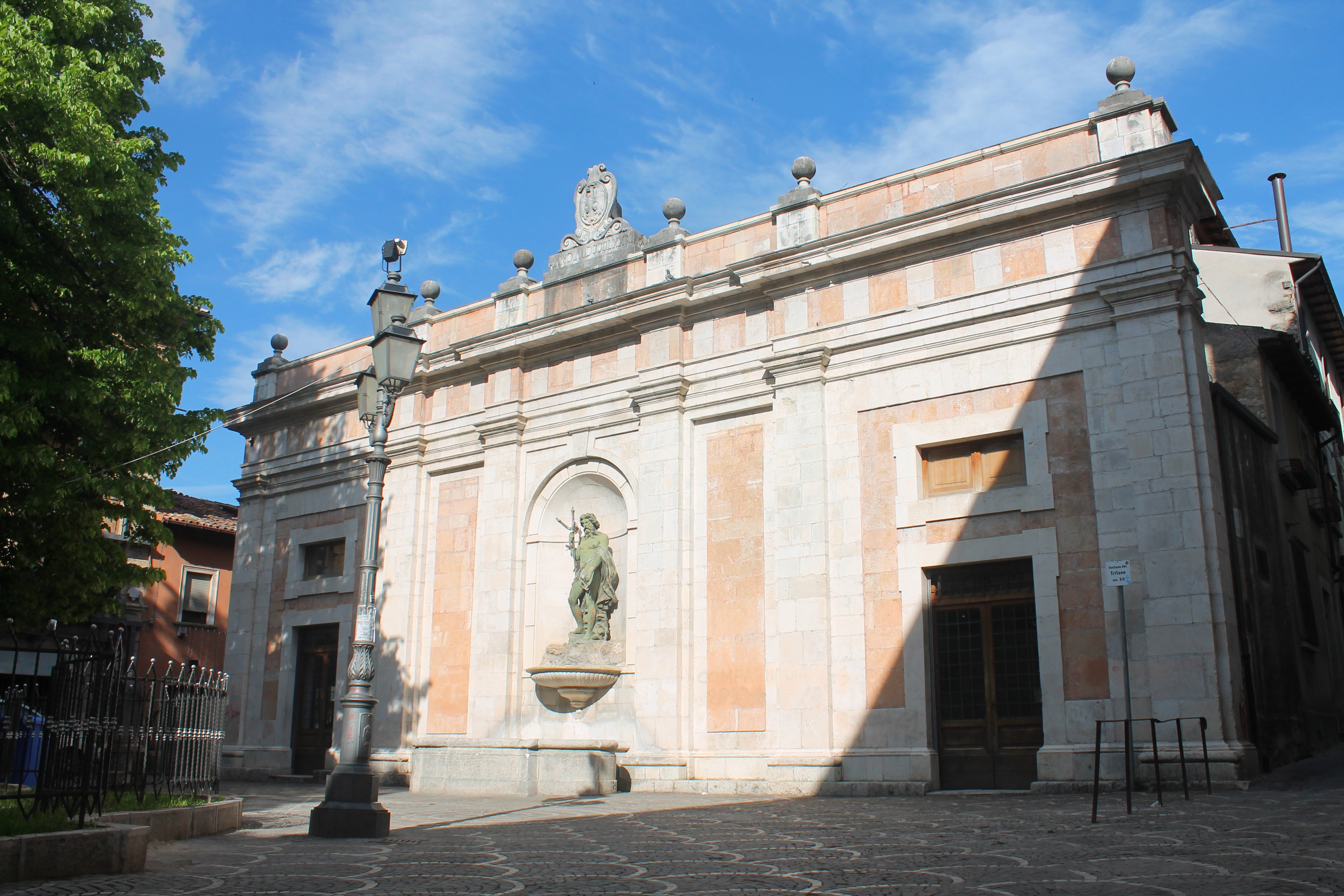
La facciata della chiesa di San Francesco a Palazzo parzialmente ricostruita in piazza Regina Margherita.

### Prima fase costruttiva (1878-1882)
A partire dal 1875, su impulso dello stesso Fabio Cannella, si pensò a una radicale trasformazione dell'isolato mediante l'edificazione di un nuovo palazzo porticato sul luogo del complesso francescano, per realizzare un centro culturale in cui inserire le scuole, il collegio e la biblioteca provinciale Salvatore Tommasi. Una soluzione urbana, quindi, che nasceva da bisogni di carattere amministrativo e funzionale per assecondare una visione politica; ad essa si opponeva l'arcivescovo Luigi Filippi, che si appellò all'Intendenza contro l'abbattimento del sito religioso.
Nonostante le rimostranze dell'arcidiocesi dell'Aquila, il 12 settembre 1876 fu deliberato l'ordine di demolizione; la facciata della chiesa distrutta fu poi parzialmente ricostruita su un fabbricato civile in piazza Regina Margherita.
Nel 1877 fu istituito un concorso di progettazione valutato dal Collegio accademico delle arti e del disegno di Firenze, che decretò vittorioso il progetto di Antonio Mancini. Già nel 1878 si diede inizio ai lavori, che furono affidati alla ditta di Vincenzo Di Marco. La prima fase costruttiva del palazzo terminò nel 1882 con la realizzazione dei cosiddetti «Portici dell'Ateneo», anche se i lavori all'interno si protrassero fino al 1884.

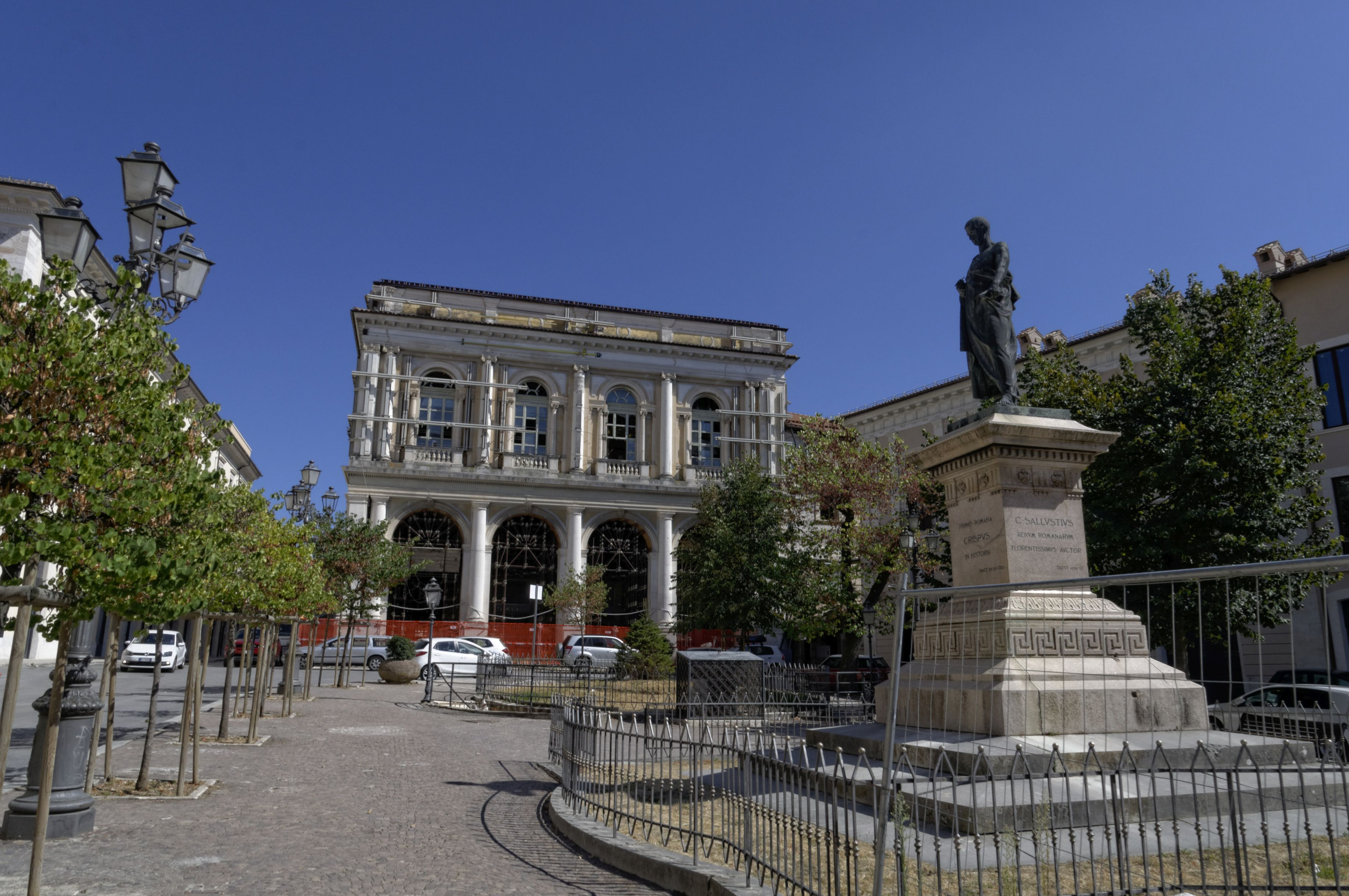
La facciata occidentale del complesso su piazza del Palazzo.

### Seconda fase costruttiva (1886-1893)
Negli anni seguenti, i lavori sul Palazzo del Convitto si affiancarono a quelli dell'adiacente Palazzo della Cassa di Risparmio (1883-1888), che ne proseguiva l'asse porticato, e della creazione della nuova via Sallustio, che vedrà la luce solamente alla metà del XX secolo, e per la quale sarà necessario provvedere a numerosi espropri.
Furono redatti ulteriori progetti di variante per il prosieguo dei lavori, ad opera degli ingegneri Ciuffoletti e Alessandro Mancini, ai quali si affiancherà il progetto di prosecuzione del complesso ad opera di Francesco Catalani. Nel 1886 viene approvato il progetto dei portici fino alla chiesa della Concezione, mentre tra il 1887 e il 1888 si amplierà il palazzo fino all'attuale via Sallustio. Proprio la settecentesca preesistenza religiosa rese necessaria la ricerca di un compromesso tra l'ente comunale e l'arcidiocesi dell'Aquila che si risolverà con la decisione di demolire la chiesa esistente e ricostruirla in posizione arretrata rispetto al porticato, evitando in questo modo di interrompere la continuità della facciata.
Tra il 1891 e il 1893, con il completamento della facciata su via Sallustio su progetto di Antonio Lepidi, viene portata a termine l'edificazione ottocentesca del Palazzo del Convitto.

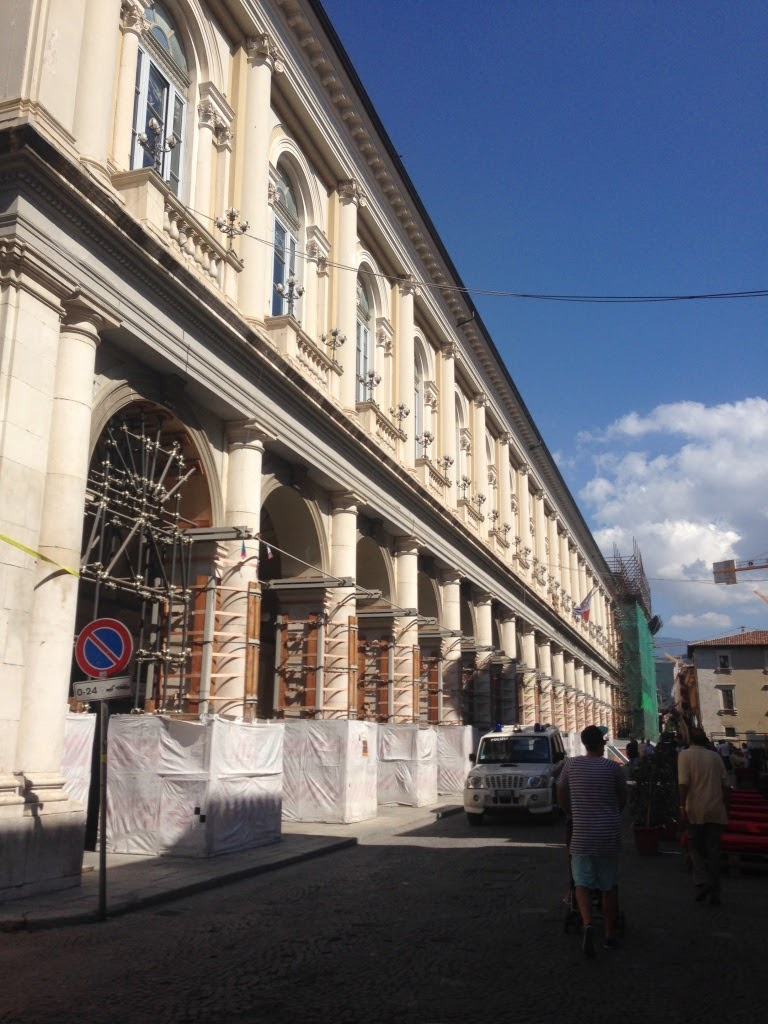
La facciata orientale del complesso su corso Vittorio Emanuele con la sopraelevazione del 1928-1930.

### Terza fase costruttiva (1928-1930)
All'inizio del XX secolo il Palazzo del Convitto si presentava compiuto con la suddivisione in due grandi blocchi, separati dalla via Sallustio; tuttavia la facciata orientale rimaneva incompleta e caratterizzata dal solo viale porticato, privo quindi del piano sovrastante.
Su impulso della Deputazione abruzzese di storia patria, a partire dal 1906 la Provincia dell'Aquila diede quindi mandato a Alessandro Mancini di progettare la sopraelevazione dell'ampliamento del palazzo sul corso Vittorio Emanuele. A causa delle richieste di variazioni del progetto originale e di ulteriori complicanze di carattere economico — ulteriormente aggravate dallo scoppio della prima guerra mondiale e dal terremoto della Marsica del 1915 — per almeno un ventennio l'ampliamento non venne attuato.
Solamente nel 1928 fu approvata la sopraelevazione del complesso sulla base di un nuovo progetto, redatto dall'architetto Mario Gioia, e grazie al finanziamento del Consiglio provinciale dell'Economia, che chiese ed ottenne la cessione gratuita dei nuovi locali. I lavori furono appaltati all'impresa dei fratelli Barattelli, e l'inaugurazione della nuova ala — che prese il nome di Palazzo dell'Economia — avvenne il 27 ottobre 1930.

### Le vicende recenti
Nel 1943 il complesso fu occupato dai tedeschi che vi installarono il principale comando provinciale; dopo la liberazione della città, il 13 giugno 1944, vi si insediarono le truppe alleate. In quegli anni, il Consiglio provinciale dell'Economia ebbe sede nel palazzo Cataldi Madonna in via Garibaldi e, ricostituito l'ente con la denominazione di Camera di Commercio, solamente nel 1951 poté tornare ad occupare la sede storica all'interno del Palazzo dell'Economia.
Negli anni Settanta la Camera di Commercio decise di trasferirsi nel palazzo Pica Angelini in via del Guastatore, che era stato la sua sede originaria, cosicché i locali del Palazzo dell'Economia furono temporaneamente concessi alla Regione Abruzzo; l'ente ha poi fatto ritorno nel complesso in seguito ai lavori di ristrutturazione del fabbricato, avvenuti nel 1992.
L'intero complesso del Palazzo del Convitto subì gravissimi danni dal terremoto dell'Aquila del 2009 che portarono anche alla morte di tre giovani ospitati all'interno dei locali del Convitto nazionale Domenico Cotugno. Tra il 2015 e il 2018 si è provveduto a un minimo consolidamento strutturale dei portici lungo corso Vittorio Emanuele, con il mantenimento di impalcature di supporto alla struttura. La ricostruzione del complesso è stata suddivisa in tre stralci; solo per il primo è stato espletato l'iter amministrativo necessario e l'inizio dei lavori è previsto per la prima metà del 2022.

## Descrizione

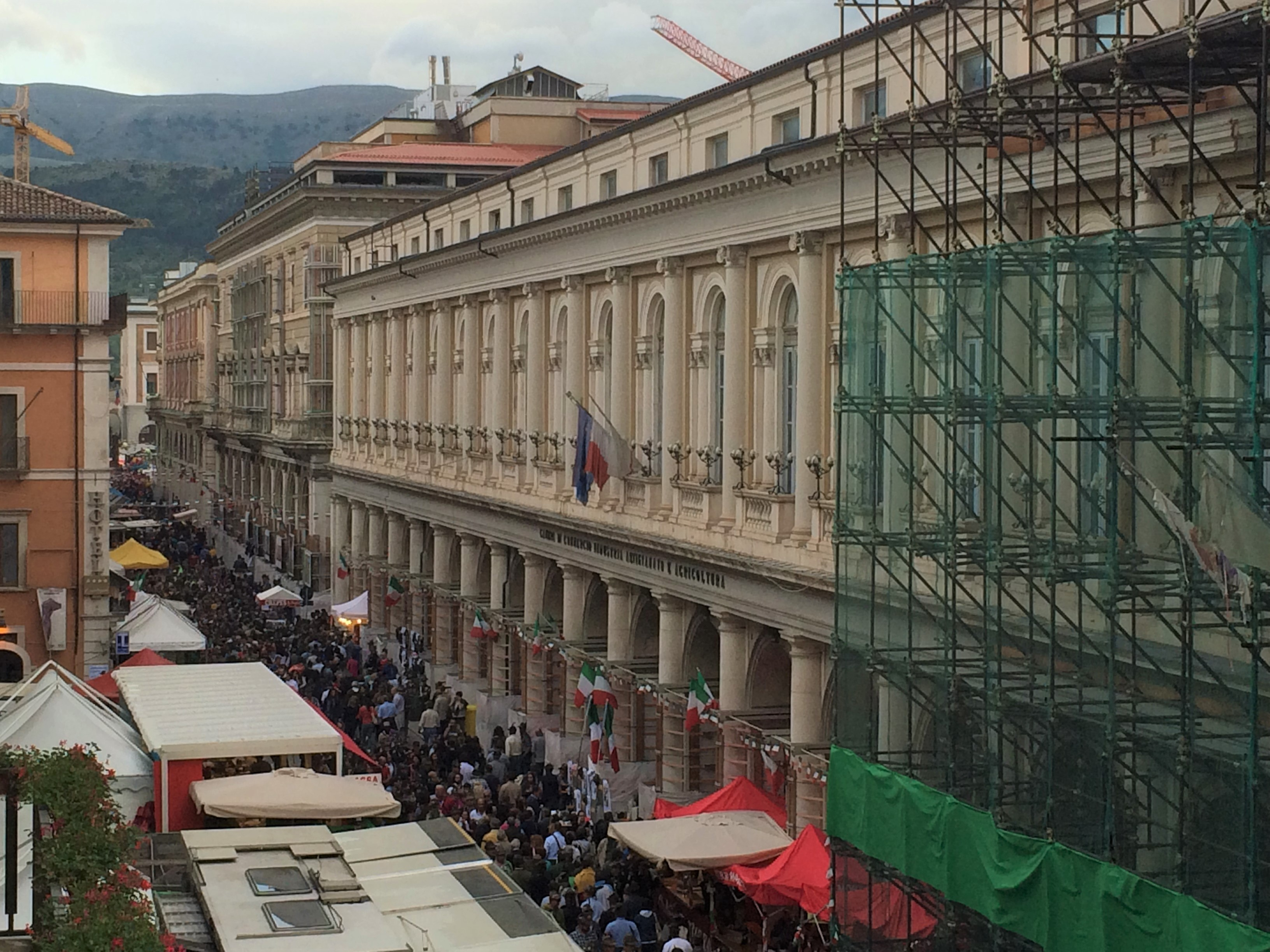
La facciata orientale su corso Vittorio Emanuele.

Il Palazzo del Convitto è un vasto complesso monumentale situato nel quarto di San Pietro. Occupa l'intero isolato circoscritto da piazza del Palazzo e via Teofilo Patini ad ovest, da corso Principe Umberto a nord, da corso Vittorio Emanuele a est e da via Sallustio a sud; costituisce inoltre il «cantonale» occidentale dei Quattro cantoni.
Il complesso dispone di tre facciate — rivolte su corso Vittorio Emanuele, su corso Principe Umberto e su piazza del Palazzo — realizzate nello stesso stile neoclassica, sebbene realizzate in momenti differenti, caratterizzate da un portico continuo e sviluppate su due livelli. Due facciate secondarie sono invece rivolte su via Teofilo Patini e su via Sallustio.
L'interno, distinto in più edifici, comprende la biblioteca provinciale Salvatore Tommasi — nata nel 1842 e considerata la principale d'Abruzzo, con un patrimonio stimato di duecentocinquantamila volumi — e il convitto nazionale Domenico Cotugno che conserva tra i suoi locali la cella di Bernardino da Siena, unica parte sopravvissuta alla demolizione del convento di San Francesco. Particolarmente notevole è il patrimonio artistico del palazzo, comprendente tra gli altri l'affresco L'Aquila di Teofilo Patini (1883) situato sulla volta dell'aula magna del Real Liceo, oggi denominata Sala Patini.

### Annotazioni
1. ↑  Le differenti denominazioni si riferiscono, invero, alle destinazioni d'uso che riguardano i singoli edifici costituenti il complesso, sorto in più fasi costruttive e privo di un'intitolazione ufficiale. Stando alla ricostruzione storico-urbana di Mario Centofanti, con Palazzo del Convitto o Palazzo del Liceo (o Palazzo della Biblioteca) ci si riferisce all'ala settentrionale del complesso, edificata tra il 1878 ed il 1882, mentre con Palazzo delle Corporazioni o Palazzo dell'Economia si individua invece la porzione meridionale del complesso, ampliata tra il 1928 e il 1930. Cfr. Mario Centofanti, Nuove architetture per la città «moderna», in Un palazzo, una città.

### Fonti
1. ↑  Un palazzo, una città, p. 91.
2. 1 2  L'Aquila. Una città d'arte da salvare - Saving an Art City, p. 109.
3. ↑  Un palazzo, una città, p. 29.
4. ↑  Clementi e Piroddi, p. 29.
5. ↑   Liceo ginnasio Domenico Cotugno, L'istituto, su convittocotugno.gov.it. URL consultato il 9 gennaio 2021 (archiviato dall'url originale il 18 marzo 2018).
6. 1 2  Un palazzo, una città, p. 15.
7. 1 2  Un palazzo, una città, p. 26.
8. ↑  Un palazzo, una città, p. 28.
9. ↑  Un palazzo, una città, p. 31.
10. ↑  Un palazzo, una città, p. 55.
11. ↑  Un palazzo, una città, p. 42.
12. 1 2  Un palazzo, una città, p. 51.
13. ↑  Un palazzo, una città, p. 97.
14. ↑  Un palazzo, una città, p. 67.
15. ↑  Un palazzo, una città, p. 50.
16. ↑  Un palazzo, una città, p. 100.
17. ↑  Un palazzo, una città, p. 104.
18. ↑  Un palazzo, una città, p. 114.
19. ↑  Un palazzo, una città, p. 115.
20. ↑  Un palazzo, una città, p. 116.
21. ↑  Un palazzo, una città, p. 118.
22. ↑  Un palazzo, una città, p. 121.
23. ↑  Un palazzo, una città, p. 125.
24. ↑  Un palazzo, una città, p. 126.
25. ↑  Un palazzo, una città, p. 169.
26. 1 2  Un palazzo, una città, p. 170.
27. ↑  Un palazzo, una città, p. 180.
28. ↑  Un palazzo, una città, p. 181.
29. ↑   L’AQUILA: CROLLI AL CONVITTO NAZIONALE. INIZIA PROCESSO PER PRESIDE E DIRIGENTE, in abruzzoweb.it, 28 gennaio 2011.
30. ↑   L’AQUILA, SI SBLOCCA LA RICOSTRUZIONE DEL "QUARTO CANTONE": PRIMO LOTTO DA 15 MILIONI, in abruzzoweb.it, 23 febbraio 2020.
31. ↑   Sisma: gara 4 Cantoni chiusa da 8 mesi, lavori al palo. L'Aquila, ricostruzione pubblica KO, 19 aprile 2022.
32. ↑   Nello Avellani, Ricostruzione Quarto Cantone, domani parziale consegna dei lavori per il primo stralcio: dovrebbero essere ultimati entro la fine del 2023. Tempi lunghi per gli altri due stralci [collegamento interrotto], in news-town.it, 20 aprile 2022.